# Leptataspis butuanensis
Leptataspis butuanensis är en insektsart som beskrevs av Victor Lallemand 1923. Leptataspis butuanensis ingår i släktet Leptataspis och familjen spottstritar. Inga underarter finns listade i Catalogue of Life.